# Kalnibolotskaya
Kalnibolotskaya (del ruso: Калниболотская) es una stanitsa del raión de Novopokróvskaya del krai de Krasnodar, en Rusia. Está situado en la confluencia del río Yeya y su afluente el Ternovka, 19 km al oeste de Novopokróvskaya y 154 km al nordeste de Krasnodar, la capital del krai. Tenía 5 722 habitantes en 2010.
Es cabeza del municipio Kalnibolotskoye, al que pertenecen también las localidades de Balka Gruzskaya y Krasni Posiólok.

## Historia
La localidad fue fundada el 21 de marzo de 1794 como uno de los primeros cuarenta asentamientos (kuren) de los cosacos del Mar Negro en el Kubán. Su nombre (Kalnibolotskoye) deriva del de uno de los asentamientos del Sich, Kalniboloto, actualmente Katerinopil, en el óblast de Cherkasy de Ucrania. En el lugar existía un reducto militar de 1778, de nombre Ternovski, construido por orden de Aleksandr Suvórov.
Para marzo de 1807 existían en la localidad un molino de agua y uno de viento. Se organizaron nuevas migraciones que aumentarían su población en 1809-1811, 1821-1825 y 1848-1849.  En 1817 se construyó la primera iglesia de San Georgi Pobedonosta, de madera. De la stanitsa partieron en 1862 y 1864 varias familias para poblar las stanitsas Rayévskaya y Tjamajinskaya. En 1863 la stanitsa contaba con 2 928 habitantes. La iglesia fue renovada en 1872, año en el que también se edificarían dos escuelas dependientes de la parroquia.
A principios del siglo XX había 6 escuelas vinculadas al Ministerio de Educación. Se habían desarrollado por entonces algunos sectores económicos como la construcción de ladrillos, la producción de leche, la fabricación de toneles, así como se habían establecido varios oficios como los herreros o los carpinteros. Hacia 1917 la localidad tenía 11 528 habitantes. Entre 1934 y 1953 la stanitsa fue designada centro administrativo del raión homónimo.